# إسكوبارية
الإسكوبارية أو صبار ذيل الثعلب أو صبار المدبسة (الاسم العلمي: Escobaria) (بالإنجليزية: pincushion cactus or foxtail cactus)‏ هي جنس من النباتات يتبع الفصيلة الصبارية من رتبة القرنفليات.

## من أنواع الإسكوبارية
- إسكوبارية صغرى (الاسم العلمي:Escobaria minima)
- إسكوبارية كثيرة الأشواك (الاسم العلمي:Escobaria dasyacantha)
- إسكوبارية كوبية (الاسم العلمي:Escobaria cubensis)
- إسكوبارية متغيرة الألوان (الاسم العلمي:Escobaria varicolor)
- إسكوبارية ميسورية (الاسم العلمي:Escobaria missouriensis)
- إسكوبارية ولودة (الاسم العلمي:Escobaria vivipara)